# 真夜中の雨
『真夜中の雨』（まよなかのあめ）は、2002年10月10日から12月19日までTBSテレビ系「カネボウ木曜劇場」枠で放送された織田裕二主演のテレビドラマ。全11話。

## キャスト
- 都倉隆：織田裕二

外科医で超一流の技術を持つ。教授に利用されるだけの大学病院に嫌気がさし、自分の能力を正当に評価してもらえる泉田病院へ転任。目論見通り実力を発揮する。
- 水澤由希子：松雪泰子

渋谷南署刑事。心に傷を抱えている。子供の頃の思い出から、水に対して過剰な恐怖心を覚える。ふだんは冷静だが、感情に駆られて時に理性を失うこともある。
- 泉田俊介：阿部寛

外科医で泉田家の長男。泉田病院の外科スタッフ強化に伴い、留学先のニューヨークから帰国。院長でもある父との世代交代をもくろむ野心家。
- 広田マキ：田中美里

主任看護師。人当たりはいいが、ひとクセあるタイプ。
- 樋口功一：佐藤二朗
- 泉田信哉：松岡俊介

レントゲン技師で泉田家の次男。医者に対するコンプレックスが強い。
- 泉田香織：山田麻衣子

大学生で泉田家の長女。父親への反発から医者嫌いに。都倉に興味を持つ。
- 八木沢弘二：吹越満
- 粕谷賢司：芹澤名人
- 目黒はじめ：三宅弘城
- 里谷今日子：赤坂七恵
- 山根瞳：新谷真弓
- 植村春香：中江智子
- 城ノ内渡：佐藤充浩
- 肥後雅史：小久保丈二
- 小柳良夫：高杉航大
- 桑島啓太：福本伸一
- 牟田俊江：兎本有紀
- 泉田佳代子：泉晶子
- 多田大輔：KEE
- 宇波康裕：乃木涼介
- 須藤勝見：森喜行
- 三輪忠志：佐戸井けん太
- 橘真理子：高林由紀子
- 小笠原彰：津嘉山正種
- 熱川治虫：渡辺いっけい

都倉の登場で、出世も微妙に。権力に弱いタイプ。
- 安藤浩：石黒賢

事務長で泉田病院の経理全般を受け持ち、渉外活動とトラブル処理を担当。金儲け主義で財界の大物から患者をピックアップし、病院に入院させて資金を調達。
- 泉田慶一郎：長塚京三

泉田病院の院長。一代で泉田病院を築きあげた苦労人。家族のことを大事に思っており、とくにバラバラになってしまった子供が気がかり。実はかなりの鉄道模型マニア。
- その他のキャスト：森川数間、八木小織、芥川貴子、森山米次、加々美正史、岡田怜子、菅原隆一、吉田瑞穂、中田晶宏、重見成人、古賀プロ、江川央生

## スタッフ
- 脚本：福田靖
- 演出：若松節朗、福澤克雄、松原浩、村谷嘉則
- プロデュース：伊佐野英樹、瀬戸口克陽
- 音楽：住友紀人
- 主題歌：織田裕二「そんなもんだろう」
- 制作：TBSエンタテインメント
- 製作著作：TBS

## 放送日程
| 各話                                                       | 放送日   | サブタイトル               | 演出     | 視聴率 |
| ---------------------------------------------------------- | -------- | -------------------------- | -------- | ------ |
| 第1話                                                      | 10月10日 | 危険なめぐり逢い           | 若松節朗 | 14.4%  |
| 第2話                                                      | 10月17日 | 彼の悲しい告白             | 若松節朗 | 12.7%  |
| 第3話                                                      | 10月24日 | 21年間も眠り続ける男の正体 | 福澤克雄 | 14.3%  |
| 第4話                                                      | 10月31日 | 胸が引き裂かれる辛い思い出 | 若松節朗 | 13.7%  |
| 第5話                                                      | 11月07日 | 森に消えた男の驚くべき正体 | 松原浩   | 12.5%  |
| 第6話                                                      | 11月14日 | 彼が動き出す               | 若松節朗 | 13.6%  |
| 第7話                                                      | 11月21日 | 父の深い衝撃               | 松原浩   | 13.3%  |
| 第8話                                                      | 11月28日 | 父と二人の息子             | 若松節朗 | 14.0%  |
| 第9話                                                      | 12月05日 | すべては偶然ではなかった!  | 村谷嘉則 | 14.4%  |
| 第10話                                                     | 12月12日 | 真犯人                     | 松原浩   | 13.4%  |
| 最終話                                                     | 12月19日 | 雨の終わるとき             | 若松節朗 | 13.9%  |
| 平均視聴率 13.7%（視聴率は関東地区・ビデオリサーチ社調べ） |          |                            |          |        |

- 初回は22時 - 23時9分の15分拡大[1]。

## 受賞
- 第35回ザテレビジョンドラマアカデミー賞[2]
  - 最優秀作品賞
  - 助演女優賞（松雪泰子）
  - 監督賞（若松節朗､福澤克雄､松原浩､村谷嘉則）
  - タイトルバック賞（保坂久美子､梅沢智仁）